# 2020년 하계 올림픽 수영 남자 200m 접영
2020년 하계 올림픽의 수영 남자 접영 200m 종목은 7월 26일부터 7월 28일까지 일본 도쿄도 도쿄 아쿠아틱스 센터에서 열렸다. 1956년 정식 종목 포함 이후 17번째 대회이다. 올림픽신기록인 1:51.25을 기록하며 헝가리의 밀라크 크리슈토프선수가 금메달을 획득했다.

## 기록
이번 대회 이전의 세계기록, 올림픽기록은 다음과 같다.
| 유형 | 선수                    | 기록    | 장소                   | 날짜            |
| ---- | ----------------------- | ------- | ---------------------- | --------------- |
|      | 밀라크 크리슈토프 (HUN) | 1:50.73 | 대한민국 광주광역시    | 2019년 7월 24일 |
|      | 마이클 펠프스 (USA)     | 1:52.03 | 중화인민공화국, 베이징 | 2008년 8월 13일 |

이번 대회에 달성한 기록은 다음과 같다.
| 날짜     | 대회 | 선수              | 국가   | 시간    | 기록 |
| -------- | ---- | ----------------- | ------ | ------- | ---- |
| 7월 28일 | 결승 | 밀라크 크리슈토프 | 헝가리 | 1:51.25 |      |

## 예선
남자 접영 200m 종목의 예선기준 기록은 1:56.48이다. 공인 예선대회에서 해당 기록에 도달한 선수라면 각 국가 (NOC)당 두명까지 자동으로 올림픽 출전권을 얻게 된다. 이 예선기록에 따라 출전권을 모두 배분했음에도 자리가 남으면 올림픽 선발 기록인 1:59.97을 적용, 해당 기록을 달성한 선수를 세계랭킹순으로 나열해 남은만큼 배분한다. 수영 전 종목 진출에 실패한 국가라도 초청 대표로 나설 수 있다.

## 경기 진행 방식
조별예선, 준결승, 결승 총 3번 진행한다. 조별예선에서 16등까지는 준결승에 진출하며, 준결승에서 8등까지는 결승에 진출한다. 경기 중에 동일한 기록이 발생한다면 해당 선수들만 모여 다시 경기를 펼치는 스윔오프 (swim-off) 경기가 진행된다. 결승전에서 1,3,3등을 기록한 선수에게 각각 금메달, 은메달, 동메달을 수여한다.

## 일정
경기 시간은 일본 표준시 (UTC+9) 기준이다.
| 날짜                 | 시간  | 라운드 |
| -------------------- | ----- | ------ |
| 2021년 7월 26일 (수) | 19:17 | 예선   |
| 2021년 7월 27일 (목) | 11:35 | 준결선 |
| 2021년 7월 28일 (금) | 10:49 | 결선   |

## 결과

### 예선
조 편성과 상관없이 상위 16명이 준결승에 진출한다.
| 순위 | 조 | 레인 | 선수                      | 국가                 | 시간    | 비고 |
| ---- | -- | ---- | ------------------------- | -------------------- | ------- | ---- |
| 1    | 5  | 4    | 밀라크 크리슈토프         | 헝가리               | 1:53.58 | Q    |
| 2    | 4  | 3    | 왕관흥                    | 중화 타이베이        | 1:54.44 | Q,   |
| 3    | 5  | 7    | 레오나드두 지데우스       | 브라질               | 1:54.83 | Q    |
| 4    | 4  | 6    | 자크 하르팅               | 미국                 | 1:54.92 | Q    |
| 5    | 3  | 6    | 노에 퐁티                 | 스위스               | 1:55.05 | Q,   |
| 6    | 5  | 3    | 혼다 도모루               | 일본                 | 1:55.10 | Q    |
| 7    | 4  | 5    | 페데리코 부르디소         | 이탈리아             | 1:55.14 | Q    |
| 8    | 3  | 4    | 켄데레시 타마스           | 헝가리               | 1:55.18 | Q    |
| 9    | 4  | 4    | 세토 다이야               | 일본                 | 1:55.26 | Q    |
| 10   | 3  | 1    | 자코모 카리니             | 이탈리아             | 1:55.33 | Q    |
| 11   | 3  | 2    | 군나르 벤츠               | 미국                 | 1:55.46 | Q    |
| 12   | 4  | 7    | 알렉산드르 쿠다셰프       | 러시아 올림픽 위원회 | 1:55.54 | Q    |
| 13   | 5  | 1    | 크리슈토프 흐미엘레프스키 | 폴란드               | 1:55.77 | Q    |
| 14   | 4  | 1    | 루이스 크로넨             | 벨기에               | 1:55.78 | Q    |
| 15   | 3  | 7    | 레온 마상드               | 프랑스               | 1:55.85 | Q    |
| 16   | 5  | 5    | 채드 르클로               | 남아프리카 공화국    | 1:55.96 | Q    |
| 17   | 5  | 6    | 다비트 토마스베르거       | 독일                 | 1:56.04 |      |
| 18   | 5  | 2    | 매슈 템플                 | 오스트레일리아       | 1:56.25 |      |
| 19   | 2  | 1    | 토모에 제니모토 흐바스    | 노르웨이             | 1:56.30 |      |
| 20   | 3  | 5    | 안토니 이바노프           | 불가리아             | 1:56.36 |      |
| 21   | 3  | 3    | 데니스 케실               | 우크라이나           | 1:56.37 |      |
| 22   | 2  | 6    | 콰정웬                    | 싱가포르             | 1:56.42 |      |
| 23   | 2  | 3    | 브랜든 하이랜드           | 아일랜드             | 1:57.09 |      |
| 24   | 2  | 4    | 사잔 프라카시             | 인도                 | 1:57.22 |      |
| 25   | 2  | 2    | 크레거 저크               | 에스토니아           | 1:57.26 |      |
| 26   | 2  | 7    | 알렉세이 산코프           | 몰도바               | 1:57.55 |      |
| 27   | 3  | 8    | 야쿠프 마예르스키         | 폴란드               | 1:57.91 |      |
| 28   | 4  | 8    | 문승우                    | 대한민국             | 1:58.09 |      |
| 29   | 2  | 5    | 이호르 트로이아노프스키   | 우크라이나           | 1:58.37 |      |
| 30   | 5  | 8    | 에단 뒤프레즈             | 남아프리카 공화국    | 1:58.50 |      |
| 31   | 2  | 8    | 루이스 베가 토레스        | 쿠바                 | 1:59.00 |      |
| 32   | 1  | 6    | 아이만 클지               | 시리아               | 1:59.57 |      |
| 33   | 1  | 2    | 마틴 발시니               | 이란                 | 1:59.97 |      |
| 34   | 1  | 3    | 키난 돌스                 | 자메이카             | 2:00.25 |      |
| 35   | 4  | 2    | 데이비드 모건             | 오스트레일리아       | 2:00.27 |      |
| 36   | 1  | 5    | 나바팟 웡차론             | 태국                 | 2:01.43 |      |
| 37   | 1  | 4    | 너기 리차드               | 슬로바키아           | 2:01.91 |      |
| 38   | 1  | 7    | 사이먼 바흐만             | 세이셸               | 2:03.54 |      |

### 준결승
조 편성과 상관없이 상위 8명이 결승에 진출한다.
| 순위 | 조 | 레인 | 선수                      | 국가                 | 시간    | 비고 |
| ---- | -- | ---- | ------------------------- | -------------------- | ------- | ---- |
| 1    | 2  | 4    | 밀라크 크리슈토프         | 헝가리               | 1:52.22 | Q    |
| 2    | 2  | 5    | 레오나드루 지데우스       | 브라질               | 1:54.97 | Q    |
| 3    | 1  | 8    | 채드 르클로               | 남아프리카 공화국    | 1:55.06 | Q    |
| 4    | 2  | 6    | 페데리코 부르디소         | 이탈리아             | 1:55.11 | Q    |
| 5    | 1  | 6    | 켄데레시 타마스           | 헝가리               | 1:55.17 | Q    |
| 6    | 2  | 7    | 군나르 벤츠               | 미국                 | 1:55.28 | Q    |
| 7    | 2  | 1    | 크리슈토프 흐미엘레프스키 | 폴란드               | 1:55.29 | Q    |
| 8    | 1  | 3    | 혼다 도모루               | 일본                 | 1:55.31 | Q    |
| 9    | 1  | 5    | 자크 하르팅               | 미국                 | 1:55.35 |      |
| 10   | 2  | 3    | 노에 퐁티                 | 스위스               | 1:55.37 |      |
| 11   | 2  | 2    | 세토 다이야               | 일본                 | 1:55.50 |      |
| 12   | 1  | 7    | 알렉산드르 쿠다셰프       | 러시아 올림픽 위원회 | 1:55.51 |      |
| 13   | 1  | 4    | 왕관흥                    | 중화 타이베이        | 1:55.52 |      |
| 14   | 2  | 8    | 레온 마상드               | 프랑스               | 1:55.68 |      |
| 15   | 1  | 2    | 자코모 카리니             | 이탈리아             | 1:55.95 |      |
| 16   | 1  | 1    | 루이스 크로넨             | 벨기에               | 1:56.67 |      |

### 결승
| 순위 | 레인 | 선수                      | 국가              | 시간    | 비고 |
| ---- | ---- | ------------------------- | ----------------- | ------- | ---- |
| 1    | 4    | 밀라크 크리슈토프         | 헝가리            | 1:51.25 |      |
| 2    | 8    | 혼다 도모루               | 일본              | 1:53.73 |      |
| 3    | 6    | 페데리코 부르디소         | 이탈리아          | 1:54.45 |      |
| 4    | 2    | 켄데레시 타마스           | 헝가리            | 1:54.52 |      |
| 5    | 3    | 채드 르클로               | 남아프리카 공화국 | 1:54.93 |      |
| 6    | 5    | 레오나드두 지데우스       | 브라질            | 1:55.19 |      |
| 7    | 7    | 군나르 벤츠               | 미국              | 1:55.46 |      |
| 8    | 1    | 크리슈토프 흐미엘레프스키 | 폴란드            | 1:55.88 |      |

## 메달리스트
| 종목           | 금                         | 은                 | 동                           |
| -------------- | -------------------------- | ------------------ | ---------------------------- |
| 남자 접영 200m | 밀라크 크리슈토프 · 헝가리 | 혼다 도모루 · 일본 | 페데리코 부르디소 · 이탈리아 |

## 범례
|  | 세계 신기록                  |  |                   | 아프리카 신기록 |                      | Q | 예선 통과 |
|  | 올림픽 신기록                |  | 북아메리카 신기록 | DNS             | 경기를 시작하지 않음 |   |           |
|  |                              |  | 아시아 신기록     | DNF             | 경기를 마치지 않음   |   |           |
|  | 국가 신기록                  |  | 유럽 신기록       | DSQ             | 실격                 |   |           |
|  | 개인 최고 기록 (개인 신기록) |  | 오세아니아 신기록 | WD              | 기권                 |   |           |
|  | 시즌 최고 기록 (시즌 신기록) |  | 남아메리카 신기록 | NM              | 기록 없음            |   |           |